# Fåglavik
Fåglavik är en småort i Hudene socken i Herrljunga kommun i Västergötland. Fram till 2010 var Fåglavik klassad som tätort, men på grund av minskad befolkning förlorade Fåglavik sin tätortsstatus.

## Historia
Samhället växte upp vid Fåglaviks järnvägsstation som öppnades 1858. Stationen hade anlagts där den nyanlagda Västra stambanan korsade den gamla allfarvägen mellan Borås och Skara, mitt i den gamla allmänningsskogen Edsveden. Där fanns även en gästgivaregård på 1920-talet.
I början var orten en knutpunkt för spannmålshandel, men efter att Fåglaviks glasbruk öppnats 1874 växte ett brukssamhälle fram. Grosshandlaren Magnus Andersson (1835-1891) inköpte då Lindspångs gård nära Fåglaviks station, där han året innan påbörjat anläggandet av Fåglaviks glasbruk, som till en början tillverkade slipade och oslipade småglas och flaskor, samt senare fotogenbelysningsglas, flaskor och hushållsglas. Glasbruket i Fåglavik lades ner 1978, och därefter har samhällets invånarantal och näringsliv minskat.
Fåglavik var klassad som tätort fram till år 2010. Tätorten var delad av en kommungräns och sockengräns där huvuddelen var belägen i Herrljunga kommun och Hudene socken med den nordligaste delen i Vara kommun och Larvs socken. På grund av olika definitioner mellan småort och tätort så täcker småorten Fåglavik inte samma yta som den gamla tätorten, vilket innebär att småorten Fåglavik idag bara finns inom Herrljunga kommun och Hudene socken. Sista avstämningen av Fåglavik som tätort, år 2005, var Fåglavik fördelad på följande sätt:
| Kommun     | Socken | Befolkning | Area  |
| ---------- | ------ | ---------- | ----- |
| Herrljunga | Hudene | 176        | 50 ha |
| Vara       | Larv   | 33         | 7 ha  |

### Befolkningsutveckling
| Befolkningsutvecklingen i Fåglavik 1960–2010                                                 | Befolkningsutvecklingen i Fåglavik 1960–2010 | Befolkningsutvecklingen i Fåglavik 1960–2010 | Befolkningsutvecklingen i Fåglavik 1960–2010 | Befolkningsutvecklingen i Fåglavik 1960–2010 |
| -------------------------------------------------------------------------------------------- | -------------------------------------------- | -------------------------------------------- | -------------------------------------------- | -------------------------------------------- |
|                                                                                              |                                              |                                              |                                              |                                              |
| År                                                                                           |                                              |                                              | Folkmängd                                    | Areal (ha)                                   |
| 1960                                                                                         | 1960                                         |                                              | 365                                          |                                              |
| 1965                                                                                         | 1965                                         |                                              | 336                                          |                                              |
| 1970                                                                                         | 1970                                         |                                              | 274                                          |                                              |
| 1975                                                                                         | 1975                                         |                                              | 232                                          |                                              |
| 1980                                                                                         | 1980                                         |                                              | 249                                          |                                              |
| 1990                                                                                         | 1990                                         |                                              | 224                                          | 57                                           |
| 1995                                                                                         | 1995                                         |                                              | 214                                          | 57                                           |
| 2000                                                                                         | 2000                                         |                                              | 203                                          | 57                                           |
| 2005                                                                                         | 2005                                         |                                              | 209                                          | 57                                           |
| 2010                                                                                         | 2010                                         |                                              | 182                                          | 57**                                         |
| 2010                                                                                         | 2010                                         |                                              | 142                                          | 32#                                          |
| 2015                                                                                         | 2015                                         |                                              | 139                                          | 52#                                          |
| Anm.: Upphörde som tätort 2010. ** Som upphörd tätort (mindre än 200 invånare) # Som småort. |                                              |                                              |                                              |                                              |

## Samhället
I samhället finns bland annat en folkpark samt ett kapell från 1894 där även en minnessten finns rest över helgonförklarade Elisabeth Hesselblad. Orten genomkorsas av Västra stambanan men utan att tågen gör uppehåll. Stationshuset som byggdes på 1850-talet är dock kvar i original och har 2018 blivit ett statligt byggnadsminne.

## Personer från orten
I Fåglavik föddes den helgonförklarade birgittinnunnan Elisabeth Hesselblad (1870-1957). Under en stor del av glasbrukseran var Magnus Eidem (1866-1930) den tongivande personen på orten. En yngre bror till honom var ärkebiskopen Erling Eidem.